# الميراث (رواية)
الميراث هي رواية للكاتبة الفلسطينية سحر خليفة، نُشرت عام 1997 عن دار الآداب في بيروت. تتألف الرواية من ثلاثة أجزاء، وتتناول موضوعات إنسانية ووطنية تعكس الواقع الفلسطيني بعد الانتفاضة، وتأثير الاحتلال الإسرائيلي على الهوية والمجتمع الفلسطيني. كما تسلط الضوء على تناقضات المجتمع الفلسطيني بين أحلام التحرير وواقع القمع والفساد، كما تبرز الصراع بين الماضي والحاضر من خلال شخصيات عائدة من المنافي، تجمعها آمال مشتركة وآلام فردية. تعد الرواية استكشافًا عميقًا لجذور الهزائم الوطنية، وتجسيدًا للبحث عن الهوية والانتماء في ظل الاحتلال والضياع الاجتماعي.

## العنوان
يشكل العنوان في رواية الميراث لسحر خليفة عتبة دلالية أساسية، إذ لا يقتصر على تحديد موضوع النص، بل يؤسس لتوقعات القارئ، ويمهد لفهم الحكاية عبر أبعاده الرمزية والاجتماعية داخل البنية السردية. يرمز العنوان إلى التحديات التي يواجهها الفلسطينيون في سعيهم للحفاظ على الأرض والتراث. كما تُظهر الرواية تأثير الصراعات السياسية والاجتماعية على الأفراد وعائلاتهم، وتطرح تساؤلات حول مفهوم "الميراث" ليس فقط كمالِك للأرض، ولكن كإرث ثقافي ووطني يظل عالقًا في ذاكرة الشعب الفلسطيني.

## نبذة
رواية الميراث تدور حول عودة زينة حمدان إلى فلسطين بعد سنوات طويلة من العيش في أمريكا، إثر تلقيها رسالة من عمها تدعوها لتسوية ميراث والدها المحتضر. تصل زينة إلى قريتها وادي الريحان محملة بذكريات وتصورات عن وطنها الذي طالما سمعته من والدها، لكنها تصطدم بواقع مختلف يعكس تغيرات كبيرة في المجتمع والحياة اليومية. تركز الرواية على الصراعات العائلية حول الميراث، والتي تعكس تعقيدات العلاقات الاجتماعية والتحديات التي يواجهها الأفراد في ظل تغييرات سياسية واقتصادية. كما تستعرض تأثير الفترة التي تلت اتفاقية أوسلو على الفلسطينيين، بما في ذلك التوسع الاستيطاني وصعوبة الحفاظ على الروابط الاجتماعية والثقافية.
من خلال تنقل زينة في وادي الريحان، تكشف الرواية عن التحولات التي طرأت على القرية، حيث تتشابك قصص الأفراد مع واقع الاحتلال وضغوط الحياة اليومية. تنتهي الرواية بتساؤلات حول إمكانية استعادة الإرث الحقيقي، ليس فقط المادي، بل الوطني والثقافي أيضا، وسط تحديات معقدة.

## الشخصيات
- زينة حمدان: ابنة مهاجر فلسطيني في الولايات المتحدة، تعود إلى قريتها "وادي الريحان" للحصول على ميراث والدها المحتضر. تمثل شخصية زينة صراع الهوية والانتماء، حيث تعيش بين ذكريات الوطن وواقع مختلف تصطدم به عند عودتها.
- كمال: ابن عم زينة، شخصية عائدة من ألمانيا، متخصص في قضايا البيئة. يحمل مشروعًا لتحسين محطة تنقية المياه في وادي الريحان، لكن أحلامه تواجه تحديات عديدة بسبب تعقيدات الواقع المحلي.
- مازن: ابن عم زينة، عاش فترة طويلة في المنفى، حيث كان مناضلًا سياسيًا. يعود مصابًا جسديًا ونفسيًا، مما يعكس الخيبة التي يعانيها العديد من المناضلين بعد العودة للوطن.
- نهلة: ابنة عمة زينة، أخت كمال ومازن، تعود إلى القرية بعد أن عاشت حياتها تعمل وتدعم العائلة في الكويت. تمثل شخصية نهلة المرأة الفلسطينية التي ضحت كثيرًا لكنها تجد نفسها مهمشة في مجتمعها.
- فتنة: زوجة والد زينة، تحاول إنجاب ولد لضمان الحصول على النصيب الأكبر من الميراث، مما يجعلها في صراع مباشر مع زينة.
- سعيد: شخصية انتهازية من القرية، يسعى لتحقيق مصالحه الخاصة من خلال استغلال المشاريع العامة، بما في ذلك محطة تنقية المياه.
- عبد الهادي الشايب (البيك): شخصية من الطبقة الأرستقراطية القديمة في القدس، يعيش على أمجاد الماضي ويجد صعوبة في التأقلم مع التغيرات الحديثة.[3]

## صورة المرأة
تم تقديم صورة المرأة الفلسطينية ككائن معقد يتأرجح بين التقاليد والحداثة، ويواجه تحديات اجتماعية ونفسية متعددة. تُبرز الرواية صراع المرأة الفلسطينية مع القيم المجتمعية السائدة، حيث تُجبر على التكيف مع توقعات المجتمع، مما يؤدي إلى صراع داخلي بين رغباتها الشخصية والضغوط الاجتماعية.تُظهر الرواية كيف تُقيّد التقاليد المرأة، وتجبرها على اتخاذ قرارات قد تتعارض مع طموحاتها وأحلامها. ومع ذلك، تسلط الضوء أيضًا على قدرة المرأة على التمرد والتغيير، حيث تسعى إلى تحقيق ذاتها وتجاوز القيود المفروضة عليها.
في الرواية، تتجاوز صورة المرأة الفلسطينية الأدوار التقليدية لتجسد مشاركتها الفعّالة في النضال الوطني ضد الاحتلال الإسرائيلي. تُظهر الرواية كيف تتحدى المرأة القيود المجتمعية وتشارك بفعالية في المقاومة، سواء من خلال الانخراط المباشر في الأنشطة النضالية أو عبر دعمها للمجتمع والحفاظ على الهوية الوطنية. يعكس هذا التصوير قوتها وإصرارها على تحقيق الحرية والكرامة، كما يبرز دورها الحيوي في تعزيز الصمود والتحدي أمام التحديات الخارجية. ومن خلال هذه الديناميكيات، تقدّم "الميراث" رؤية متكاملة للمرأة الفلسطينية، تُبرز مساهمتها الجوهرية في النضال الوطني وتؤكد على مكانتها كعنصر فاعل في المجتمع.